# Trentepohlia (Paramongoma) metatarsata
Trentepohlia (Paramongoma) metatarsata is een tweevleugelige uit de familie steltmuggen (Limoniidae). De soort komt voor in het Neotropisch gebied.